# Kapisillit
Kapisillit (Kapisigdlit avant 1973) est un village du sud-ouest du Groenland situé dans la municipalité de Sermersooq à 75 km à l'est de Nuuk (Godthåb), la capitale. La localité se trouve au fond du fjord de Kapisillit l'un des fjords affluents du fjord de Nuuk.
La population était de 50 habitants en 2019 .En 1953, Kgl. Grønlandske Handel une station d'élevage de rennes apprivoisés près de Kapisillit. Les rennes étaient importés de Norvège et étaient soignés par Sami qui s'est installé ici ; certains de leurs descendants vivent encore dans la colonie.

## Dans la fiction
- Une partie du roman Le Dernier Message (2021) de Nicolas Beuglet se déroule à Kapisillit.